# Gorodovikovsk
Gorodovikovsk (calmucco Bašanta) è una cittadina della Russia europea meridionale (Repubblica Autonoma della Calmucchia), situata sul fiume Bašantenon circa 240 km ad ovest di Ėlista. È il capoluogo del distretto omonimo.
Fondata nel 1872 dai calmucchi con il nome di Bašanta, ottenne lo status di città nel 1971 allorquando fu rinominata Gorodovikovsk in onore dell'eroe sovietico Oka Gorodovikov.

## Società

### Evoluzione demografica
Fonte: mojgorod.ru
- 1939: 4.000
- 1959: 4.600
- 1979: 11.900
- 1989: 11.900
- 2002: 10.940
- 2007: 10.000